# Eupithecia fujisana
Eupithecia fujisana là một loài bướm đêm trong họ Geometridae.